# 大島幸治
大島 幸治（おおしま こうじ、1954年 - ）は、日本の評論家。
評論はファッション等文化社会論、身体論、現代思想、現代アートなどを対象とする。

## 来歴
東京生まれ。慶應義塾大学大学院経済学研究科修士課程修了。2011年「アダム・スミスの道徳哲学と言語論」で慶大経済学博士。英国思想史・社会史を専攻し、スコットランド啓蒙周辺の言語哲学、文法論、道徳哲学などを研究。

## 著書
- 『英語の気持がわかる 翻訳の英文法』白楽　1990
- 『快傑パンピーの逆転入試作戦』白楽　1991　21世紀のpanpy選書
- 『ファッション・クリエイションのひみつ』東京堂出版　2005
- 『アダム・スミスの道徳哲学と言語論』御茶の水書房　2008

## 共著
- 『入門ビジネス英語 専門書を手にする前に』加藤直之共著　白楽　1991　Kame books

## 翻訳
- ローズマリー・アシュトン『ロンドンのドイツ人 ヴィクトリア期の英国におけるドイツ人亡命者たち』的場昭弘監訳 共訳　御茶の水書房　2001